# Polyplectropus simei
Polyplectropus simei är en nattsländeart som beskrevs av Malicky 1993. Polyplectropus simei ingår i släktet Polyplectropus och familjen fångstnätnattsländor. Inga underarter finns listade i Catalogue of Life.